# Dawn Fraser
Pour les articles homonymes, voir Fraser.
Dawn Fraser, née le 4 septembre 1937 à Sydney, est une ancienne nageuse australienne.

## Parcours
En février 1956, elle bat le record du monde du 100 mètres nage libre qui tenait depuis 10 ans. La même année, lors des Jeux olympiques de Melbourne, elle devient championne olympique, battant à nouveau son propre record. Lors de ces mêmes Jeux, elle remporte une autre médaille d'or avec le relais australien sur 4 × 100 mètres nage libre, le record du monde en prime.
Elle devient également la première femme à descendre sous la barre de la minute sur 100 m nage libre : en 1956, elle réalise 59 s 9 à Melbourne.
Quatre ans plus tard, elle devient la première femme à défendre avec succès son titre lors des Jeux de Rome sur 100 m nage libre. Elle ajoute deux autres médailles d'argent sur des relais.
Lors des Jeux de Tōkyō en 1964, elle conserve à nouveau son titre, devenant ainsi le premier athlète de natation, sans distinction de sexe, à s'imposer dans la même épreuve de natation trois fois d'affilée,. 
Durant ces mêmes jeux, elle est surprise en train de participer à une tentative de vol du drapeau olympique qui flotte sur le Palais impérial : un défi avec des coéquipières, la veille de la cérémonie de clôture, afin de ramener au pays un petit « souvenir ». Le drapeau lui sera offert, le lendemain. Mais l'Australie, qui lui reproche déjà de ne pas avoir porté les vêtements officiels lors de la cérémonie d'ouverture, ne lui pardonne pas et prend ce prétexte pour la bannir pendant 10 ans. Cette sanction est finalement levée cinq ans plus tard, mais elle s'est déjà retirée de la compétition,.

## Palmarès

### Jeux olympiques d'été
- Jeux olympiques d'été de 1956 de Melbourne
  -  Médaille d'or sur 100 m nage libre en 1956
  -  Médaille d'or sur 4 × 100 m nage libre en 1956
  -  Médaille d'argent sur 400 m nage libre en 1956
- Jeux olympiques d'été de 1960 de Rome
  -  Médaille d'or sur 100 m nage libre en 1960
  -  Médaille d'argent sur 4 × 100 m nage libre en 1960
  -  Médaille d'argent sur 4 × 100 m 4 nages en 1960
- Jeux olympiques d'été de 1964 de Tokyo
  -  Médaille d'or sur 100 m nage libre en 1964
  -  Médaille d'argent sur 4 × 100 m nage libre en 1964

### Jeux du Commonwealth
- Médaille d'or sur 110 yards nage libre en 1958
- Médaille d'or sur 4 × 110 yards nage libre en 1958
- Médaille d'argent sur 440 yards nage libre en 1958
- Médaille d'or sur 110 yards nage libre en 1962
- Médaille d'or sur 440 yards nage libre en 1962
- Médaille d'or sur 4 × 110 yards 4 nages en 1962
- Médaille d'or sur 4 × 100 m 4 nages en 1962